# Episodi di Dr. Sommerfeld - Neues vom Bülowbogen (quarta stagione)
La quarta stagione della serie televisiva Dr. Sommerfeld - Neues vom Bülowbogen è stata trasmessa in anteprima in Germania da Das Erste tra il 16 dicembre 2000 e il 2 giugno 2001.
| nº | Titolo originale              | Titolo italiano | Prima TV Germania | Prima TV Italia |
| -- | ----------------------------- | --------------- | ----------------- | --------------- |
| 1  | Coole Kidz                    | inedito         | 16 dicembre 2000  | inedito         |
| 2  | Ein starker Abgang            | inedito         | 23 dicembre 2000  | inedito         |
| 3  | Sorgenkinder                  | inedito         | 30 dicembre 2000  | inedito         |
| 4  | Oma Rentorff                  | inedito         | 27 gennaio 2001   | inedito         |
| 5  | Ein Häuschen im Grünen        | inedito         | 3 febbraio 2001   | inedito         |
| 6  | Muckis, Müll und Mastmixturen | inedito         | 10 febbraio 2001  | inedito         |
| 7  | Falscher Stolz                | inedito         | 17 febbraio 2001  | inedito         |
| 8  | Trugschlüsse                  | inedito         | 24 febbraio 2001  | inedito         |
| 9  | Schuld und Sühne              | inedito         | 3 marzo 2001      | inedito         |
| 10 | Aneinander vorbei             | inedito         | 10 marzo 2001     | inedito         |
| 11 | Ein Dream-Team                | inedito         | 17 marzo 2001     | inedito         |
| 12 | Zwischen den Seilen           | inedito         | 24 marzo 2001     | inedito         |
| 13 | Alles Lüge                    | inedito         | 31 marzo 2001     | inedito         |
| 14 | Wie im schlechten Film        | inedito         | 7 aprile 2001     | inedito         |
| 15 | Zwischen Baum und Borke       | inedito         | 14 aprile 2001    | inedito         |
| 16 | Altes Herz wird wieder jung   | inedito         | 21 aprile 2001    | inedito         |
| 17 | Theorie und Praxis            | inedito         | 28 aprile 2001    | inedito         |
| 18 | Internet-Fieber               | inedito         | 5 maggio 2001     | inedito         |
| 19 | Mütter und Töchter            | inedito         | 12 maggio 2001    | inedito         |
| 20 | Notsignale                    | inedito         | 19 maggio 2001    | inedito         |
| 21 | Ein Engel aus Stein           | inedito         | 2 giugno 2001     | inedito         |